# Bohumil Kandus
Bohumil Kandus (10. května 1903 Podolí (Telč) – 7. května 1945 Praha) byl český železničář a voják.

## Biografie
Bohumil Kandus se narodil v roce 1903 v Podolí, místní části Telče v rodině místního porybného. V roce 1920 se rodina Kandusova přestěhovala do Moravských Budějovic. Bohumil Kandus později odešel do Prahy, kde pracoval jako dělník u ČSD. Na počátku druhé světové války odešel jako železničář do zahraničí, sloužil ve Francii v cizinecké legii a následně nastoupil do československé armády, v jejíchž řadách pak bojoval na Středním východě a v Tobruku.
Zemřel při bombardování mostu na někdejším mostě Barikádníků v Troji jako strojvůdce vlaku zničeného granáty. Jeho jméno se nachází na památníku obráncům Trojského mostu v Praze 7 a na budově Ministerstva vnitra v ulici Milady Horákové v Praze 7.